# Hajna (rzeka)
Hajna (biał. i ros. Гайна) – rzeka w środkowej Białorusi (obwód miński), prawy dopływ Berezyny w zlewisku Morza Czarnego. Długość – 100 km, powierzchnia zlewni – 1670 km², średni przepływ u ujścia – 11,7 m³/s, spadek – 100,7 m, średnie nachylenie – 1,01‰, szerokość koryta u ujścia – do 20 m.
Źródła koło wsi Hajna na północ od Mińska na Wysoczyźnie Mińskiej. Spływa na zachód na Równinę Środkowoberezyńską, przyjmuje dorównujące jej długością dopływy Cnę (lewy) i Msiaż (prawy), skręca na północ i uchodzi do Berezyny koło wsi Ziębina. Żeglowna 30 km od ujścia przy wysokim stanie wody.